# Biefvillers-lès-Bapaume
Biefvillers-lès-Bapaume település Franciaországban, Pas-de-Calais megyében. Lakosainak száma 94 fő (2022. január 1.). Biefvillers-lès-Bapaume Béhagnies, Sapignies, Avesnes-lès-Bapaume, Bapaume, Bihucourt, Favreuil és Grévillers községekkel határos.

## Népesség
A település népességének változása:
| Lakosok száma | 95   | 91   | 94   | 94   | 96   | 97   | 96   | 95   | 94   |
|               | 2013 | 2015 | 2016 | 2017 | 2018 | 2019 | 2020 | 2021 | 2022 |